# ريجنالد بارنز
ريجنالد بارنز (بالإنجليزية: Reginald Barnes)‏ هو عسكري جنوب أفريقي، ولد في 13 أبريل 1871، وتوفي في 19 ديسمبر 1946.